# ГЕС Кінугава
ГЕС Кінугава (鬼怒川発電所) – гідроелектростанція в Японії на острові Хонсю. Знаходячись між ГЕС Куріяма (42 МВт, вище по течії) та малою ГЕС Чуйва (4,6 МВт), входить до складу каскаду на річці Кінугава, лівій притоці Тоне (протікає по північній околиці Токійської агломерації та впадає до Тихого океану). 

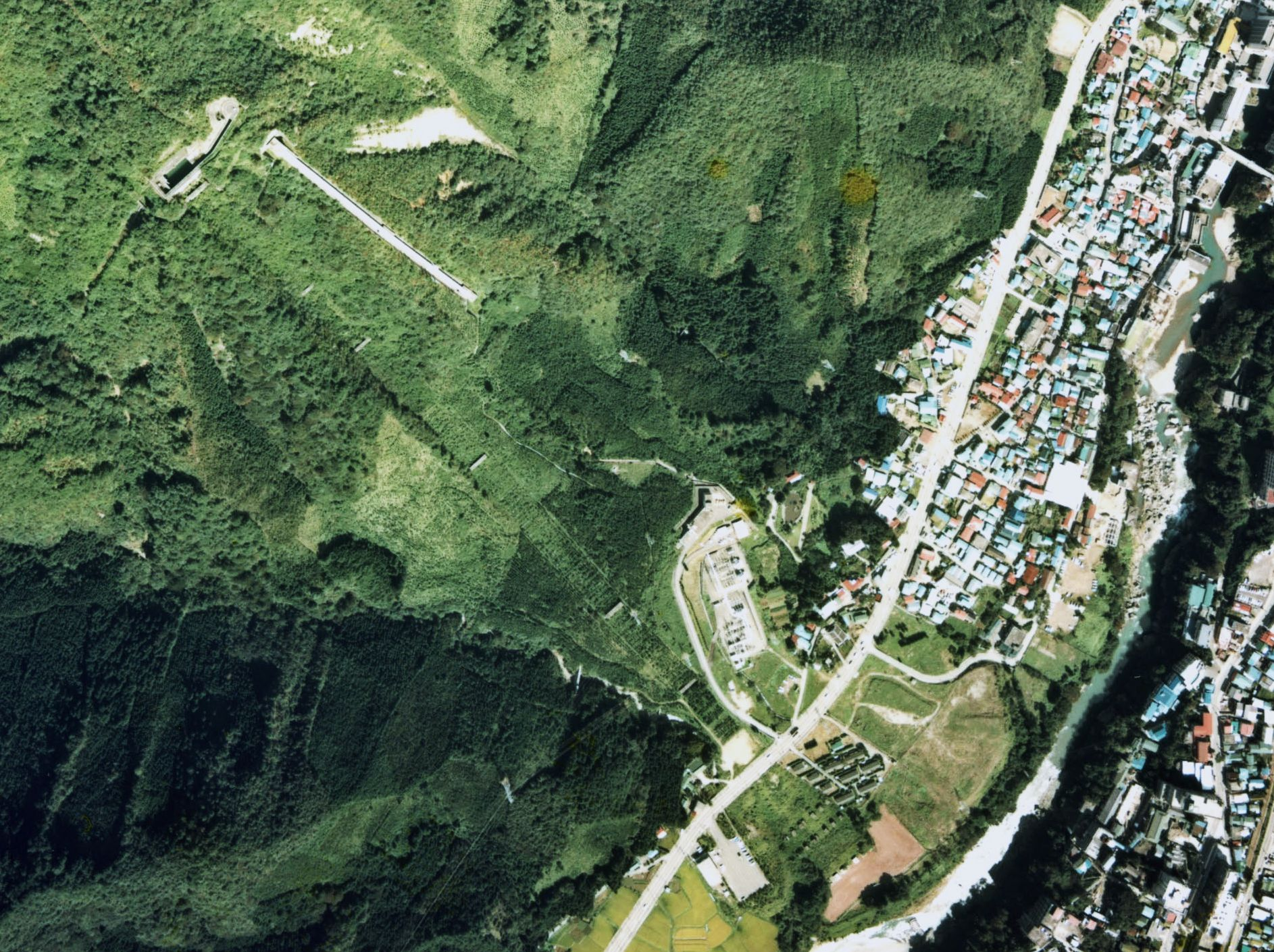
Вид зверху на район машинного залу. У правій верхній частині знімку видно вирівнювальний басейн, від якого спускається напірний водовід

Ще у 1911-1912 роках на Кінугаві спорудили бетонну арково-гравітаційну греблю Куробе висотою 34 метра та довжиною 150 метрів, яка потребувала 81 тис м3 матеріалу. Вона утримує водосховище з площею поверхні лише 0,08 км2 і об’ємом 2,4 млн м3, з яких до корисного об’єму відносяться 1,1 млн м3. 
Первісно зі сховища живилась ГЕС Шімотакі потужністю 43 МВт, яку на початку 1960-х замінили станцією Кінугава. Подача води до останньої здійснюється через прокладений під правобережним гірським масивом дериваційний тунель довжиною 11,3 км з перетином 2,9х3,5 метра, котрий на своєму шляху також захоплює додатковий ресурс із цілого ряду водозаборів. На завершальному етапі ресурс потрапляє до напірного водоводу довжиною 0,72 км зі спадаючим діаметром від 4,4 до 1,6 метра. В системі також працює вирівнювальний резервуар відкритого типу із двох розташованих неподалік частин – прямокутної розмірами 15х27 метрів та круглої висотою 25 метрів і діаметром 13 метрів. 
Основне обладнання станції становлять дві турбіни типу Френсіс загальною потужністю 138 МВт (номінальна потужність станції рахується як 127 МВт), котрі використовують напір у 330 метрів. 
Відпрацьована вода відводиться по тунелю довжиною 0,7 км з перетином 5,1х5,1 метра. Можливо відзначити, що відстань між греблею та машинним залом значно більша за довжину дериваційної траси та становить біля 25 км.